# Lothar Paul
Lothar Paul (* 23. September 1945) ist ein ehemaliger deutscher Fußballspieler. In der DDR-Oberliga, der höchsten Spielklasse im DDR-Fußball, spielte er in den 1960er und 1970er Jahren für den BFC Dynamo, die BSG Stahl Riesa und die BSG Chemie Leipzig.

## Sportliche Laufbahn
Bevor Lothar Paul bei der Betriebssportgemeinschaft (BSG) Chemie Zeitz in der zweitklassigen DDR-Liga 1965/66 seine Karriere im höherklassigen Fußball begann, hatte er zuvor bei der BSG Aktivist in Großgrimma in der viertklassigen Bezirksklasse Halle gespielt. 
In seiner ersten DDR-Liga-Spielzeit erarbeitete er sich sofort einen Stammplatz in der Chemie-Mannschaft, von den 30 ausgetragenen Punktspielen bestritt er 24 Partien und wurde mit elf Treffern auch Torschützenkönig der Mannschaft. 
Zwischen 1966 und 1967 spielte in der Oberliga für den Ost-Berliner Polizeiclub BFC Dynamo. Dort war der Stürmer Erhard Kochale langfristig ausgefallen, und Paul übernahm für zehn Punktspiele dessen Position, wobei ihm ein Tor gelang. Der BFC stieg nach dem Saisonende ab. 
Nachdem Paul für die Berliner noch ein Spiel in der DDR-Liga bestritten hatte, kehrte er wieder zu Chemie Zeitz zurück, wo er in der DDR-Liga-Saison 1967/68 noch siebzehn Punktspiele absolvierte und mit fünf Toren erfolgreich war. 1968/69 war er mit 28 Einsätzen in 30 Ligaspielen und weiteren fünf Toren ein wichtiger Aktivpost der Zeitzer, die allerdings in die Bezirksliga absteigen mussten. Paul wechselte zum Bezirksligisten Aufbau Schwedt, wo er eine Spielzeit lang blieb. 
Zur Saison 1970/71 kehrte er in die Oberliga zurück, wo er sich der BSG Stahl Riesa anschloss. Mit 24 Spielen in der Oberliga und sechs Torerfolgen etablierte er sich als Stammspieler, musste danach aber zum dritten Mal einen Abstieg hinnehmen. Die Riesaer kehrten umgehend in die Oberliga zurück, woran Paul mit 21 Punktspieleinsätzen (von 22), der Teilnahme an allen acht Aufstiegsrundenspielen und mit insgesamt 16 Toren als Torschützenkönig der Riesaer maßgeblich beteiligt war. Abgesehen von einigen verletzungsbedingten Aussetzern konnte Paul sich auch in den folgenden zwei Oberligaspielzeiten in der Angriffsreihe der Riesaer behaupten, von den 52 Punktspielen bestritt er 36 Partien, kam allerdings nur auf fünf Tore. 
Zur Saison 1975/76 nahm Paul einen erneuten Wechsel vor und spielte nun für den Oberliga-Aufsteiger Chemie Leipzig. Dort wurde er in 23 Punktspielen sowohl im Angriff als auch im Mittelfeld eingesetzt, kam auf zwei Tore und erlebte erneut einen Abstieg. Es dauerte drei Jahre, ehe Leipzig die Rückkehr in die Oberliga schaffte. In dieser Zeit blieb Paul Stammspieler und bestritt 64 der 66 DDR-Liga-Spiele. In jeder Saison erreichten die Leipziger die Oberliga-Aufstiegsrunde. Während Paul 1976/77 nicht dabei war, kam er 1977/78 und 1978/79 jeweils bei allen acht Spielen zum Einsatz. 1979/80 spielte Chemie Leipzig wieder in der Oberliga, für den 33-jährigen Paul war es die letzte Saison im höherklassigen Fußball. Als Mittelfeldspieler wurde er noch einmal in 24 Oberligaspielen eingesetzt, und er erzielte seine letzten drei Tore. Seine Laufbahn beendete Lothar Paul mit einem erneuten Abstieg. In seinen dreizehn Spielzeiten in Ober- und DDR-Liga war er auf 130 Oberligaspiele gekommen, in denen er 20 Tore schoss. In der DDR-Liga wurde er 155-mal eingesetzt und schoss 47 Tore.